# Gautam Buddha Nagar

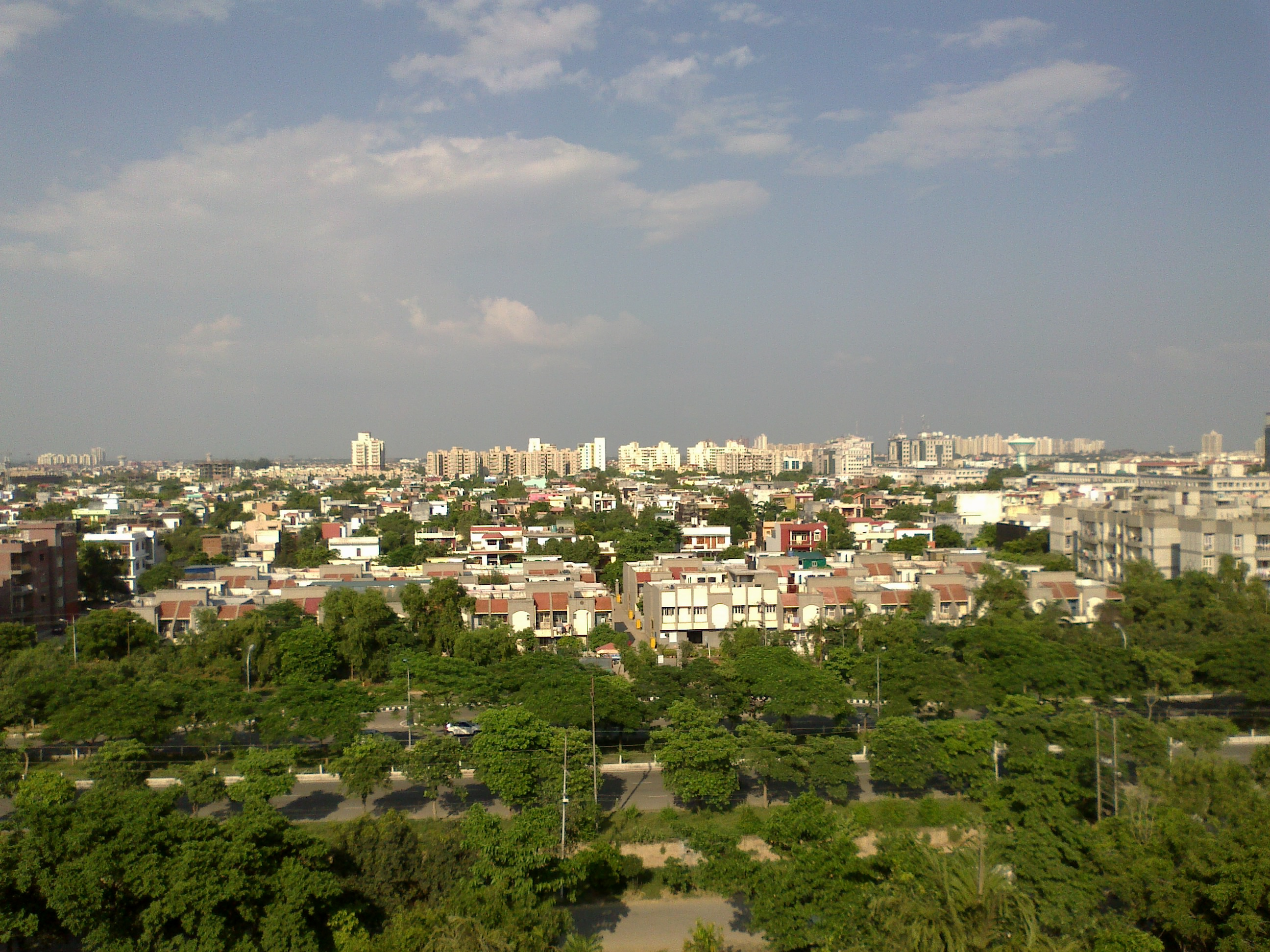
Greater Noida

Gautam Buddha Nagar (Hindi गौतम बुद्ध नगर जिला, Urdu ضلع گوتم بدھ نگر) ist ein Distrikt im indischen Bundesstaat Uttar Pradesh in der Division Meerut und Teil der National Capital Region.
Gautam Buddha Nagar liegt im äußersten Westen von Uttar Pradesh in der städtischen Agglomeration von Delhi, welches westlich an den Distrikt angrenzt. Der Distrikt erstreckt sich am Ostufer der Yamuna über eine Fläche von 1282 km². Greater Noida ist Verwaltungssitz des Distrikts. Der Distrikt ist in drei Tehsils gegliedert: Dadri, Jewar und Noida.
Der Distrikt wurde nach Gautama Buddha, dem Begründer des Buddhismus benannt.
Er wurde am 6. September 1997 aus Teilen der Distrikte Ghaziabad und Bulandshahr gebildet. Die Blöcke Dadri und Bisrakh kamen von Ghaziabad, während die Blöcke Dankaur und Jewar von Bulandshahr stammten. Zusätzlich kamen noch 18 weitere Dörfer von Bulandshahr zum neu gegründeten Distrikt und wurden in Dankaur und Jewar eingegliedert.
Beim Zensus 2011 betrug die Einwohnerzahl im Distrikt Gautam Buddha Nagar 1.648.115. Beim Zensus 2001 lag die Einwohnerzahl noch bei 1.202.030. Damit wies der Distrikt zusammen mit dem benachbarten Distrikt Ghaziabad das höchste Bevölkerungswachstum in der Dekade 2001–2011 in Uttar Pradesh auf. Die Nähe zum Großraum Delhi mit der zunehmenden Industrialisierung und entsprechendem Zuzug waren der Hauptgrund für den starken Bevölkerungszuwachs. Auch die deutlich über dem Durchschnitt Uttar Pradeshs und auch Indiens liegende Alphabetisierungsrate von 80,1 % (2011) zeigten einen verhältnismäßig hohen sozioökonomischen Entwicklungsstand an.